# Palackého náměstí (České Budějovice)
Palackého náměstí se nachází severovýchodně od centra Českých Budějovic na místě bývalého hřbitova[zdroj?], asi 1 km od náměstí Přemysla Otakara II. Ohraničeno je ulicemi Otakarova, Pekárenská, J. Plachty a Skuherského, jižní a severní část odděluje Palackého ulice.

## Historie
Od dob středověku do 19. století byly v místech dnešního náměstí louky a pole budějovických měšťanů, jimiž procházely cesty, podél nichž se městská zástavba rozrůstala. U jedné z cest se rozkládal Špitálský rybník, jenž byl vysušen až na přelomu 18. a 19. století. První doloženou budovou v této oblasti je sklad střelného prachu z období kolem roku 1780, jehož umístění bylo vybráno u Špitálského rybníka tehdy dosti vzdáleného od centra města tak, aby se předešlo případným škodám v případě výbuchu.
Samotné Palackého náměstí vzniklo především díky daru pozemků od tehdejšího hejtmana Arthura Carla Schöltzela, část pozemků patřila dříve rodině Haasově. Náměstí získalo nejdříve název Náměstí císaře Josefa (Kaiser Josefsplatz), od oficiálního schválení v roce 1897 se používalo i pojmenování Josefské náměstí či zdomácněle „Josefák“.
V nově vzniklém Československu pak došlo k přejmenování místa na Náměstí Palackého, lokálně známé jako „Palačák“. Název vydržel, byť s německým překladem Palatzkyplatz, až do 10. ledna 1942, kdy okresní hejtman vyžádal změnu názvů míst, v nichž se jméno českého historika objevovalo. Již o čtyři dny později se tak náměstí přejmenovalo na Pražské (Prager Platz), a původní pojmenování se mu vrátilo až na konci druhé světové války roku 1945.
Během let 1938–1939 bylo prostranství přeměněno na park, v roce 1938 vyasfaltováno. Hlavní plocha pak byla opět zatravněna.

## Budovy
- Husův sbor je dominantou náměstí stojící ve středu jeho severní části.
- Původní hostinec Amerika v Pekárenské ulici čp. 653 měl po znárodnění změněný název (U Homolků) a patřil pod Restaurace a jídelny, byl dokonce renovován, nicméně (zřejmě kvůli nepřijatelné souvislosti s USA) neunikl tzv. asanaci, což de facto znamenalo demolici budovy, přestože stavba jednopodlažní samoobsluhy BIOS[1] z roku 1980[4] do něj nezasáhla. RaJ pak využívaly objekt bufetu Jirsíkov ve Skuherského 62 v jižní části náměstí. BIOS po několika změnách názvu stihl v roce 2011 stejný osud jako zmíněný hostinec, posledním řetězcem v budově byla Delvita.[1] Na místě byl v letech 2011–2012 vystavěn komplex s byty, přízemní obchodní částí a parkovištěm.[2]

## Společenský život
Na ploše parku mívaly představení cirkusy, bývaly tu tenisové kurty, hrával se zde bandy-hokej, fungoval hokejový oddíl Slavoj a na přírodním ledě na tenisových kurtech se procvičovala „krasojízda“, jak se říkalo krasobruslení. Všestranné tělesné přípravě se věnoval místní Sokol a pořádaly se tu dokonce místní olympiády.
V létě 2025 bylo na prostranství u kostela otevřeno workoutové hřiště s prvky opatřenými citáty mistra Jana Husa. Pojetí vzniklo na základě spolupráce města a vikáře církve Československé husitské. V areálu bylo umístěno pítko a vysazen strom Jana Husa, který město dostalo jako dar.